# نادي اتحاد فتح إنزكان لكرة القدم
نادي اتحاد فتح إنزكان هو نادٍ رياضي مغربي.  يمارس في دوري الدرجة الثالتة المغربي من مدينة إنزكان، تأسس سنة 1938.